# Єпархії Константинопольської православної церкви
У складі Вселенського патріархату Константинополя 2 автономних церкви (в складі яких 1 архієпархія, 3 митрополії і 2 єпархії), 6 архієпархій (Австралійська, Американська, Канадська, Константинопольська, Критська, Фіатірська), 116 митрополій (у т.ч. 8 у складі Американської архієпархії, 34 історичних митрополії Туреччини і 36 митрополій «Нових земель», які також підпорядковані ЕПЦ) і 2 «національні» єпархії (албанська і карпаторуська), а також Патмоський екзархат і гора Атос. Також є ряд історичних юрисдикцій, які вже припинили своє існування, наприклад Київська митрополія Вселенського патріархату (988-2019).

### Автономні церкви
| Назва                                                       | Єпархіальний центр | Очільник (2019)                              | Територія |
| ----------------------------------------------------------- | ------------------ | -------------------------------------------- | --------- |
| Естонська православна церква Ορθόδοξη Εκκλησία Εσθονίας     | Таллінн            | митрополит Талліннський Стефан               | Естонія   |
| Талліннська архієпархія Αρχιεπισκοπή Ταλλίνης               | Таллінн            | митрополит Талліннський Стефан               | Естонія   |
| Тартуська єпархія Επισκοπή Τάρτου                           | Тарту              | єпископ Тартуський Ілля                      | Естонія   |
| Пярнуська і Сааремааська єпархія Επισκοπή Πάρνου καί Σάαρε  | Пярну              | єпископ Пярнуський і Сааремааський Олександр | Естонія   |
| Фінляндська православна церква Ορθόδοξη Εκκλησία Φιλλανδίας | Гельсінкі          | архієпископ Гельсінський Лев                 | Фінляндія |
| Гельсінська митрополія Μητρόπολις Ελσιγκίου                 | Гельсінкі          | архієпископ Гельсінський Лев                 | Фінляндія |
| Карельська митрополія Μητρόπολις Καρελίας                   | Куопіо             | митрополит Куопіоський і Карельський Арсеній | Фінляндія |
| Оулуська митрополія Μητρόπολις Όουλου                       | Оулу               | митрополит Оулуський Ілля                    | Фінляндія |

### Митрополії Туреччини
| Назва                                                                                          | Єпархіальний центр          | Очільник (2019)                                                              | Територія                                                                                  |
| Туреччина                                                                                      | Туреччина                   | Туреччина                                                                    | Туреччина                                                                                  |
| ---------------------------------------------------------------------------------------------- | --------------------------- | ---------------------------------------------------------------------------- | ------------------------------------------------------------------------------------------ |
| Константинопольська архієпархія Αρχιεπισκοπή Κωνσταντινουπόλεως                                | Стамбул (р-н Фатіх)         | Вселенський патріарх, архієпископ Константинополя — Нового Рима Варфоломій I | Туреччина                                                                                  |
| Адріанопольська митрополія Μητρόπολις Αδριανουπόλεως                                           | Едірне                      | митрополит Адріанопольський Амфілохій                                        | Туреччина                                                                                  |
| Деркська митрополія Μητρόπολις Δέρκων                                                          | Стамбул (р-н Сариєр)        | митрополит Деркський Апостол                                                 | Туреччина                                                                                  |
| Імброська і Тенедоська митрополія Μητρόπολις Ίμβρου καί Τενέδου                                | Чинарли (о. Гьокчеада)      | митрополит Імброський і Тенедоський Кирило                                   | Туреччина                                                                                  |
| Пісідійська митрополія Μητρόπολις Πισιδίας                                                     | Анталья                     | митрополит Пісідійський Сотірій                                              | Туреччина                                                                                  |
| Принкіпонніська митрополія Μητρόπολις Πριγκηποννήσων                                           | Стамбул (р-н Адалар)        | митрополит Принкіпонніський Димитрій                                         | Туреччина                                                                                  |
| Пруська митрополія Μητρόπολις Προύσης                                                          | Зейтінбаги (Триглія)        | митрополит Ерифрський Кирило (в. о.)                                         | Туреччина                                                                                  |
| Смірнська митрополія Μητρόπολις Σμύρνης                                                        | Ізмір                       | митрополит Смірнський Варфоломій                                             | Туреччина                                                                                  |
| Халкедонська митрополія Μητρόπολις Χαλκηδόνος                                                  | Стамбул (р-н Кадикьой)      | митрополит Халкедонський Афанасій                                            | Туреччина                                                                                  |
| Анеонська митрополія Μητρόπολις Ανέων                                                          | Секе                        | митрополит Анеонський Макарій                                                | Туреччина (історичні митрополії, парафії на їх території відсутні, фактично є титулярними) |
| Анкірська митрополія Μητρόπολις Αγκύρας                                                        | Анкара                      | митрополит Анкірський Єремія                                                 | Туреччина (історичні митрополії, парафії на їх території відсутні, фактично є титулярними) |
| Вріульська митрополія Μητρόπολις Βριούλων                                                      | Урла (фактично Салоніки)    | митрополит Вріульський Пантелеймон                                           | Туреччина (історичні митрополії, парафії на їх території відсутні, фактично є титулярними) |
| Галліпольська і Мадітська митрополія Μητρόπολις Καλλιουπόλεως και Μαδύτου                      | Геліболу (фактично Стамбул) | митрополит Галліпольський і Мадітський Стефан                                | Туреччина (історичні митрополії, парафії на їх території відсутні, фактично є титулярними) |
| Ганська і Хорська митрополія Μητρόπολις Γάνου και Χώρας                                        | Гошкьой (фактично Родос)    | митрополит Ганський і Хорський Амфілохій                                     | Туреччина (історичні митрополії, парафії на їх території відсутні, фактично є титулярними) |
| Іконійська митрополія Μητρόπολις Ικονίου                                                       | Нігде (фактично Стамбул)    | митрополит Іконійський Феоліпт                                               | Туреччина (історичні митрополії, парафії на їх території відсутні, фактично є титулярними) |
| Іліупольська і Фірська митрополія Μητρόπολις Ηλιουπόλεως και Θείρων                            | Айдин (фактично Лондон)     | митрополит Іліупольський і Фірський Хризостом                                | Туреччина (історичні митрополії, парафії на їх території відсутні, фактично є титулярними) |
| Кідонієська митрополія Μητρόπολις Κυδωνιών                                                     | Айвалик (фактично Стамбул)  | митрополит Кідонієський Афінагор                                             | Туреччина (історичні митрополії, парафії на їх території відсутні, фактично є титулярними) |
| Метрійська і Афірська митрополія Μητρόπολις Μετρών και Αθύρων                                  | Чаталджа                    | митрополит Метрійський і Афірський Димитрій                                  | Туреччина (історичні митрополії, парафії на їх території відсутні, фактично є титулярними) |
| Міріофітська і Перистасійська митрополія Μητρόπολις Μυριοφύτου και Περιστάσεως                 | Мюрефте (фактично Стамбул)  | митрополит Міріофітський і Перистасійський Іриней                            | Туреччина (історичні митрополії, парафії на їх території відсутні, фактично є титулярними) |
| Нікейська митрополія Μητρόπολις Νικαίας                                                        | Гемлік (фактично Стамбул)   | митрополит Нікейський Константин                                             | Туреччина (історичні митрополії, парафії на їх території відсутні, фактично є титулярними) |
| Нікомідійська митрополія Μητρόπολις Νικομηδείας                                                | Ізміт (фактично Стамбул)    | митрополит Нікомідійський Йоаким                                             | Туреччина (історичні митрополії, парафії на їх території відсутні, фактично є титулярними) |
| Пергамська і Адраміттійська митрополія Μητρόπολις Περγάμου και Αδραμυττίου                     | Бергама (фактично Афіни)    | митрополит Пергамський і Адраміттійський Іоанн                               | Туреччина (історичні митрополії, парафії на їх території відсутні, фактично є титулярними) |
| Приконніська митрополія Μητρόπολις Προικοννήσου                                                | о. Мармара (фактично Пірей) | митрополит Приконніський Йосиф                                               | Туреччина (історичні митрополії, парафії на їх території відсутні, фактично є титулярними) |
| Родопольська митрополія Μητρόπολις Ροδοπόλεως                                                  | Джевізлік (фактично Берклі) | митрополит Родопольський Тарасій                                             | Туреччина (історичні митрополії, парафії на їх території відсутні, фактично є титулярними) |
| Сіліврійська митрополія Μητρόπολις Σηλυβρίας                                                   | Сіліврі (фактично Стамбул)  | митрополит Сіліврійський Варфоломій                                          | Туреччина (історичні митрополії, парафії на їх території відсутні, фактично є титулярними) |
| Філадельфійська митрополія Μητρόπολις Φιλαδελφείας                                             | Алашехір (фактично Стамбул) | митрополит Філадельфійський Мелітон                                          | Туреччина (історичні митрополії, парафії на їх території відсутні, фактично є титулярними) |
| Амасійська митрополія Μητρόπολις Αμασείας                                                      | Самсун                      | кафедра вакантна                                                             | Туреччина (історичні митрополії, парафії на їх території відсутні, фактично є титулярними) |
| Візійська і Мідійська митрополія Μητρόπολις Βιζύης και Μηδείας                                 | Візе                        | кафедра вакантна                                                             | Туреччина (історичні митрополії, парафії на їх території відсутні, фактично є титулярними) |
| Дарданельська митрополія Μητρόπολις Δαρδανελίων                                                | Чанаккале                   | кафедра вакантна                                                             | Туреччина (історичні митрополії, парафії на їх території відсутні, фактично є титулярними) |
| Еноська митрополія Μητρόπολις Αίνου                                                            | Енез                        | кафедра вакантна                                                             | Туреччина (історичні митрополії, парафії на їх території відсутні, фактично є титулярними) |
| Ефеська митрополія Μητρόπολις Εφέσου                                                           | Маніса                      | кафедра вакантна                                                             | Туреччина (історичні митрополії, парафії на їх території відсутні, фактично є титулярними) |
| Іраклійська митрополія Μητρόπολις Ηρακλείας                                                    | Текірдаг                    | кафедра вакантна                                                             | Туреччина (історичні митрополії, парафії на їх території відсутні, фактично є титулярними) |
| Кесарійська митрополія Μητρόπολις Καισαρείας                                                   | Кайсері                     | кафедра вакантна                                                             | Туреччина (історичні митрополії, парафії на їх території відсутні, фактично є титулярними) |
| Кізіцька митрополія Μητρόπολις Κυζίκου                                                         | Ердек                       | кафедра вакантна                                                             | Туреччина (історичні митрополії, парафії на їх території відсутні, фактично є титулярними) |
| Колонійська митрополія Μητρόπολις Κολωνείας                                                    | Шебінкарахісар              | кафедра вакантна                                                             | Туреччина (історичні митрополії, парафії на їх території відсутні, фактично є титулярними) |
| Крінійська митрополія Μητρόπολις Κρήνης                                                        | Чешме                       | кафедра вакантна                                                             | Туреччина (історичні митрополії, парафії на їх території відсутні, фактично є титулярними) |
| Мосхонісійська митрополія Μητρόπολις Μοσχονησίων                                               | о. Джунда                   | кафедра вакантна                                                             | Туреччина (історичні митрополії, парафії на їх території відсутні, фактично є титулярними) |
| Неокесарійська митрополія Μητρόπολις Νεοκαισαρείας                                             | Орду                        | кафедра вакантна                                                             | Туреччина (історичні митрополії, парафії на їх території відсутні, фактично є титулярними) |
| Сардська митрополія Μητρόπολις Σάρδεων                                                         | Саліхли                     | кафедра вакантна                                                             | Туреччина (історичні митрополії, парафії на їх території відсутні, фактично є титулярними) |
| Митрополія Сорока церков Μητρόπολις Σαράντα Εκκλησιών                                          | Киркларелі                  | кафедра вакантна                                                             | Туреччина (історичні митрополії, парафії на їх території відсутні, фактично є титулярними) |
| Тіролойська і Серендійська митрополія Μητρόπολις Τυρολόης και Σερεντίου                        | Чорлу                       | кафедра вакантна                                                             | Туреччина (історичні митрополії, парафії на їх території відсутні, фактично є титулярними) |
| Трапезундська митрополія Μητρόπολις Τραπεζούντος                                               | Трабзон                     | кафедра вакантна                                                             | Туреччина (історичні митрополії, парафії на їх території відсутні, фактично є титулярними) |
| Халдійська, Херіанська і Керасунтська митрополія Μητρόπολις Χαλδίας, Χεροιάνων και Κερασούντος | Гюмюшхане                   | кафедра вакантна                                                             | Туреччина (історичні митрополії, парафії на їх території відсутні, фактично є титулярними) |

### Митрополії в Греції
| Назва | Єпархіальний центр | Очільник (2019)                                                   | Територія                                        |
| Додеканес                                                                                                 | Додеканес          | Додеканес                                                         | Додеканес                                        |
| --- | ------------------ | ----------------------------------------------------------------- | ------------------------------------------------ |
| Родоська митрополія Μητρόπολις Ρόδου                                                                      | Родос              | митрополит Родоський Кирило                                       | Греція (о. Родос і прилеглі о-ви)                |
| Коська і Нісіроська митрополія Μητρόπολις Κώου καί Νισύρου                                                | о. Кос             | митрополит Коський і Нісіроський Нафанаїл                         | Греція (о-ви Кос і Нісірос)                      |
| Лероська, Калімноська і Астипалейська митрополія Μητρόπολις Λέρου, Καλύμνου καί Ἀστυπαλαίας               | о. Лерос           | митрополит Лероський, Калімноський і Астипалейський Паїсій        | Греція (о-ви Лерос, Калімнос, Астипалея)         |
| Карпатоська і Касоська митрополія Μητρόπολις Καρπάθου καί Κάσου                                           | о. Карпатос        | митрополит Карпатоський і Касоський Амвросій                      | Греція (о-ви Карпатос і Касос)                   |
| Сімійська митрополія Μητρόπολις Σύμης                                                                     | о. Сімі            | митрополит Сімійський Хризостом                                   | Греція (о-ви Сімі, Тілос, Халкі, Кастелорізо)    |
| Патмоський екзархат Πατριαρχική Εξαρχία Πάτμου                                                            | о. Патмос          | архімандрит Антипа                                                | Греція (о-ви Патмос, Ліпсі, Агатонісіон та Аркі) |
| Критська православна церква (напівавтономна)                                                              |                    |                                                                   |                                                  |
| Критська архієпархія Αρχιεπισκοπή Κρήτης                                                                  | Іракліон           | архієпископ Критський Іриней                                      | Греція (о. Крит)                                 |
| Митрополія Гортіни та Аркадії Μητρόπολις Γορτύνης καί Αρκαδίας                                            | Міре               | митрополит Гортінський і Аркадійський Макарій                     | Греція (о. Крит)                                 |
| Митрополія Ретимно і Авлопотамосу Μητρόπολις Ρεθύμνης καί Αὐλοποτάμου                                     | Ретимно            | митрополит Ретимнський і Авлопотамоський Євгеній                  | Греція (о. Крит)                                 |
| Митрополія Кідонії та Апокоронасу Μητρόπολις Κυδωνίας καί Αποκορώνου                                      | Ханья              | митрополит Кідонійський і Апокоронаський Дамаскін                 | Греція (о. Крит)                                 |
| Митрополія Лампі, Сіврітусу і Сфакії Μητρόπολις Λάμπης, Συβρίτου καί Σφακίων                              | Спілі              | митрополит Лампійський, Сіврітуський і Сфакійський Іриней         | Греція (о. Крит)                                 |
| Митрополія Ієрапутни і Сітії Μητρόπολις Ιεραπύτνης καί Σητείας                                            | Ієрапетра          | митрополит Ієрапутнський і Сітійський Кирило                      | Греція (о. Крит)                                 |
| Митрополія Петри і Херронісу Μητρόπολις Πέτρας καί Χερρονήσου                                             | Неаполіс           | митрополит Петрський і Херроніський Герасим                       | Греція (о. Крит)                                 |
| Митрополія Кісамосу і Селіно Μητρόπολις Κισάμου καί Σελίνου                                               | Кісамос            | митрополит Кісамоський і Селінський Амфілохій                     | Греція (о. Крит)                                 |
| Митрополія Аркалохорі, Кастеллі і В'яносу Μητρόπολις Αρκαλοχωρίου, Καστελλίου καί Βιάννου                 | Аркалохорі         | митрополит Аркалохорійський, Кастеллійський і В'яноський Андрій   | Греція (о. Крит)                                 |
| Єпархії «Нових земель» (36 єпархій Елладської церкви)                                                     |                    |                                                                   |                                                  |
| Александруполіська митрополія Μητρόπολις Αλεξανδρουπόλεως                                                 | Александруполіс    | митрополит Александруполіський Анфім                              | Греція                                           |
| Верійська, Науська і Кампанійська митрополія Μητρόπολις Βεροίας, Ναούσης καί Καμπανίας                    | Верія              | митрополит Верійський і Науський Пантелеймон                      | Греція                                           |
| Гуменіська, Аксіуполійська і Полікастрська митрополія Μητρόπολις Γουμενίσσης, Αξιουπόλεως καί Πολυκάστρου | Гуменіса           | митрополит Гуменіський, Аксіуполійський і Полікастрський Димитрій | Греція                                           |
| Гревенська митрополія Μητρόπολις Γρεβενῶν                                                                 | Гревена            | митрополит Гревенський Давид                                      | Греція                                           |
| Дідімотіська, Орестіадська і Суфлійська митрополія Μητρόπολις Διδυμοτείχου, Ορεστιάδος καί Σουφλίου       | Дідімотіхо         | митрополит Дідімотіський і Орестіадський Дамаскін                 | Греція                                           |
| Драмська митрополія Μητρόπολις Δράμας                                                                     | Драма              | митрополит Драмський Павло                                        | Греція                                           |
| Дріїнупольська, Погоніаніська і Коніцька митрополія Μητρόπολις Δρυϊνουπόλεως, Πωγωνιανῆς καί Κονίτσης     | Делвінакіон        | митрополит Дріїнупольський, Погоніаніський і Коніцький Андрій     | Греція                                           |
| Едеська і Пелльська митрополія Μητρόπολις Εδέσσης καί Πέλλης                                              | Едеса              | митрополит Едеський, Пелльський і Альмопійський Іоїль             | Греція                                           |
| Еласонська митрополія Μητρόπολις Ελασσῶνος                                                                | Еласон             | митрополит Еласонський Харитон                                    | Греція                                           |
| Елефтерупольська митрополія Μητρόπολις Ελευθερουπόλεως                                                    | Елефтеруполі       | митрополит Елефтерупольский Хризостом                             | Греція                                           |
| Зіхнійська і Нейрокопійська митрополія Μητρόπολις Ζιχνῶν καί Νευροκοπίου                                  | Неа-Зіхні          | митрополит Нейрокопійський і Зіхнійський Єрофей                   | Греція                                           |
| Фесалонікійська митрополія Μητρόπολις Θεσσαλονίκης                                                        | Салоніки           | митрополит Фесалонікійський Анфім                                 | Греція                                           |
| Ієріська, Айон-Ороська і Ардамерійська митрополія Μητρόπολις Ιερισσοῦ, Αγίου Ορους καί Αρδαμερίου         | Арнея              | митрополит Ієріський, Айон-Ороський і Ардамерійський Феокліт      | Греція                                           |
| Янінська митрополія Μητρόπολις Ιωαννίνων                                                                  | Яніна              | митрополит Янінський Максим                                       | Греція                                           |
| Касандрійська митрополія Μητρόπολις Κασσανδρείας                                                          | Поліїрос           | митрополит Касандрійський Нікодим                                 | Греція                                           |
| Касторійська митрополія Μητρόπολις Καστορίας                                                              | Касторія           | митрополит Касторійський Серафим                                  | Греція                                           |
| Кітрська митрополія Μητρόπολις Κίτρους                                                                    | Катеріні           | митрополит Кітрський і Катерінійський Георгій                     | Греція                                           |
| Лангадська, Літійська і Рентінська митрополія Μητρόπολις Λαγκαδᾶ, Λητῆς καί Ρεντίνης                      | Лангадас           | митрополит Лангадаський, Літійський і Рентінський Іоан            | Греція                                           |
| Лемноська митрополія Μητρόπολις Λήμνου                                                                    | Міріна             | митрополит Лемноський і Айос-Ефстратіоський Єрофей                | Греція                                           |
| Маронійська і Комотінійська митрополія Μητρόπολις Μαρωνείας καί Κομοτηνῆς                                 | Комотіні           | митрополит Маронійський і Комотінійський Пантелеймон              | Греція                                           |
| Мітиленська митрополія Μητρόπολις Μυτιλήνης                                                               | Мітилена           | митрополит Мітиленський, Ересоський і Пломаріонський Яків         | Греція                                           |
| Мітимнська митрополія Μητρόπολις Μηθύμνης                                                                 | Каллоні            | митрополит Мітимнський Хризостом                                  | Греція                                           |
| Неаполійська і Ставруполійська митрополія Μητρόπολις Νεαπόλεως καί Σταυρουπόλεως                          | Неаполі            | митрополит Неаполійський і Ставруполійський Варнава               | Греція                                           |
| Неа-Крінійська і Каламарська митрополія Μητρόπολις Νέας Κρήνης καί Καλαμαριᾶς                             | Каламарія          | митрополит Неа-Крінійський і Каламарський Юстін                   | Греція                                           |
| Нікополійська і Превезька митрополія Μητρόπολις Νικοπόλεως καί Πρεβέζης                                   | Превеза            | митрополит Нікополейський і Превезький Хризостом                  | Греція                                           |
| Ксанфійська митрополія Μητρόπολις Ξάνθης                                                                  | Ксанті             | митрополит Ксанфійський і Періфеоріонський Пантелеймон            | Греція                                           |
| Парамітійська, Філіатеська і Гіромерійська митрополія Μητρόπολις Παραμυθίας, Φιλιατῶν καί Γηρομερίου      | Парамітія          | митрополит Парамітійський, Філіатеський і Гіромерійський Тит      | Греція                                           |
| Поліанійська і Кілкіська митрополія Μητρόπολις Πολυανῆς καί Κιλκισίου                                     | Кілкіс             | митрополит Поліанійський і Кілкіський Еммануїл                    | Греція                                           |
| Самоська та Ікарійська митрополія Μητρόπολις Σάμου καί Ικαρίας                                            | Ваті               | митрополит Самоський та Ікарійський Євсевій                       | Греція                                           |
| Сервійська і Козанійська митрополія Μητρόπολις Σερβίων καί Κοζάνης                                        | Козані             | митрополит Сервійський і Козаніський Павло                        | Греція                                           |
| Серреська і Нігрітська митрополія Μητρόπολις Σερρῶν καί Νιγρίτης                                          | Серрес             | митрополит Серреський і Нігрітський Феолог                        | Греція                                           |
| Сідірокастронська митрополія Μητρόπολις Σιδηροκάστρου                                                     | Сідірокастрон      | митрополит Сідірокастронський Макарій                             | Греція                                           |
| Сісанійська і Сіатістська митрополія Μητρόπολις Σισανίου καί Σιατίστης                                    | Сіатіста           | митрополит Сісанійський і Сіатістський Афанасій                   | Греція                                           |
| Філіппська, Неаполіська і Тасоська митрополія Μητρόπολις Φιλίππων, Νεαπόλεως καί Θάσου                    | Кавала             | митрополит Філіппський, Неаполіський і Тасоський Стефан           | Греція                                           |
| Флоринська, Преспеська і Еордайська митрополія Μητρόπολις Φλωρίνης, Πρεσπῶν καί Εορδαίας                  | Флорина            | митрополит Флоринський, Преспеський і Еордайський Феокліт         | Греція                                           |
| Хіоська митрополія Μητρόπολις Χίου                                                                        | Хіос               | митрополит Хіоський, Псарський та Інуський Марк                   | Греція                                           |

### Архієпархії та митрополії в інших країнах
| Назва                                                                                   | Єпархіальний центр   | Очільник (2019)                                    | Територія                                                                                         |
| Європа                                                                                  | Європа               | Європа                                             | Європа                                                                                            |
| --------------------------------------------------------------------------------------- | -------------------- | -------------------------------------------------- | ------------------------------------------------------------------------------------------------- |
| Фіатірська і Великобританська архієпархія Αρχιεπισκοπὴ Θυατείρων καί Μεγάλης Βρεταννίας | Лондон               | архієпископ Фіатірський і Великобританський Микита | Велика Британія, Ірландія                                                                         |
| Австрійська митрополія Μητρόπολις Αὐστρίας                                              | Відень               | митрополит Австрійський Арсеній                    | Австрія, Угорщина                                                                                 |
| Бельгійська митрополія Μητρόπολις Βελγίου                                               | Брюссель             | митрополит Бельгійський Афінагор                   | Бельгія, Нідерланди, Люксембург                                                                   |
| Галльська митрополія Μητρόπολις Γαλλίας                                                 | Париж                | митрополит Галльський Еммануїл                     | Франція, Монако                                                                                   |
| Германська митрополія Μητρόπολις Γερμανίας                                              | Бонн                 | митрополит Германський Августин                    | Німеччина                                                                                         |
| Іспанська і Португальська митрополія Μητρόπολις Ισπανίας καί Πορτογαλίας                | Мадрид               | митрополит Іспанський і Португальський Полікарп    | Іспанія, Португалія                                                                               |
| Італійська і Мелітська митрополія Μητρόπολις Ιταλίας καί Μελίτης                        | Венеція              | митрополит Італійський і Мелітський Геннадій       | Італія, Мальта                                                                                    |
| Швейцарська митрополія Μητρόπολις Ελβετίας                                              | Шамбезі              | митрополит Швейцарський Максим                     | Швейцарія, Ліхтенштейн                                                                            |
| Митрополія Швеції і всієї Скандинавії Μητρόπολις Σουηδίας καί πάσης Σκανδιναυΐας        | Стокгольм            | митрополит Шведський і всієї Скандинавії Клеопа    | Швеція, Норвегія, Данія, Ісландія                                                                 |
| Америка                                                                                 |                      |                                                    |                                                                                                   |
| Американська архієпархія Αρχιεπισκοπὴ Αμερικῆς                                          | Нью-Йорк             | архієпископ Американський Елпідофор                | США, Багамські Острови                                                                            |
| Архієпархіальний округ прямого підпорядкування Ενορίαι άμεσου αρχιεπισκοπής περιφέρειας | Нью-Йорк             | архієпископ Американський Елпідофор                | США, Багамські Острови                                                                            |
| Атлантська митрополія Μητρόπολις Ατλάντας                                               | Атланта              | митрополит Атлантський Алексій                     | США                                                                                               |
| Бостонська митрополія Μητρόπολις Βοστώνης                                               | Бруклайн             | митрополит Бостонський Мефодій                     | США                                                                                               |
| Денверська митрополія Μητρόπολις Ντένβερ                                                | Денвер               | митрополит Денверський Ісая                        | США                                                                                               |
| Детройтська митрополія Μητρόπολις Ντητρόϊτ                                              | Трой                 | митрополит Детройтський Миколай                    | США                                                                                               |
| Нью-Джерсійська митрополія Μητρόπολις Νέας Ιερσέης                                      | Вестфілд             | митрополит Нью-Джерсійський Евангел                | США                                                                                               |
| Піттсбурзька митрополія Μητρόπολις Πιττσβούργου                                         | Піттсбург            | митрополит Піттсбурзький Савва                     | США                                                                                               |
| Сан-Францискська митрополія Μητρόπολις Αγίου Φραγκίσκου                                 | Сан-Франциско        | митрополит Сан-Францискський Герасим               | США                                                                                               |
| Чиказька митрополія Μητρόπολις Σικάγου                                                  | Чикаго               | митрополит Чиказький Нафанаїл                      | США                                                                                               |
| Канадська архієпархія Αρχιεπισκοπὴ Καναδά                                               | Торонто              | архієпископ Канадський Сотірій                     | Канада                                                                                            |
| Буенос-Айреська митрополія Μητρόπολις Μπουένος Άϊρες                                    | Буенос-Айрес         | митрополит Буенос-Айреський Йосиф                  | Аргентина, Бразилія, Чилі, Уругвай, Перу, Еквадор                                                 |
| Мексиканська митрополія Μητρόπολις Μεξικοῦ                                              | Наукальпан-де-Хуарес | митрополит Мексиканський Афінагор                  | Мексика, Панама, Венесуела, Колумбія, Беліз, Гаїті, Пуерто-Рико, Мартиніка, Гватемала, Коста-Рика |
| Митрополія УПЦ в Канаді Οὐκρανική Ορθόδοξος Εκκλησία ἐν Καναδά                          | Вінніпег             | митрополит Вінніпезький Юрій                       | Канада                                                                                            |
| Західна єпархія                                                                         | Едмонтон             | єпископ Едмонтонський Іларіон                      | Канада                                                                                            |
| Середня єпархія                                                                         | Вінніпег             | митрополит Вінніпезький Юрій                       | Канада                                                                                            |
| Східна єпархія                                                                          | Торонто              | митрополит Вінніпезький Юрій (в. о.)               | Канада                                                                                            |
| Митрополія УПЦ у США Οὐκρανική Ορθόδοξος Εκκλησία ἐν HΠΑ                                | Саут-Баунд-Брук      | митрополит Ієрапольський Антоній                   | США, Бразилія, Венесуела, Аргентина, Парагвай                                                     |
| Західна єпархія                                                                         | Чикаго               | архієпископ Памфільський Даниїл                    | США                                                                                               |
| Східна єпархія                                                                          | Нью-Йорк             | митрополит Ієрапольський Антоній                   | США                                                                                               |
| Південноамериканська єпархія                                                            | Куритиба             | архієпископ Аспендський Єремія                     | Бразилія, Венесуела, Аргентина, Парагвай                                                          |
| Митрополія УАПЦ в діаспорі                                                              | Генк                 | митрополит Ієрапольський Антоній                   | Велика Британія, Бельгія, Німеччина, Франція, Австралія, Нова Зеландія                            |
| Австралійсько-Новозеландська єпархія                                                    | Брисбен              | архієпископ Памфільський Даниїл (в. о.)            | Австралія, Нова Зеландія                                                                          |
| Великобританська єпархія                                                                | Лондон               | архієпископ Памфільський Даниїл (в. о.)            | Велика Британія                                                                                   |
| Західноєвропейська єпархія                                                              | Генк                 | єпископ Парнаський Іоан                            | Бельгія, Німеччина, Франція                                                                       |
| Американська карпаторуська православна єпархія                                          | Джонстаун            | єпископ Нісський Григорій                          | США, Канада                                                                                       |
| Албанська православна єпархія Америки Αλβανοί Ορθόδοξοι ἐν ταῖς Η.Π. Αμερικῆς           | Ньютонвілл           | єпископ Філомілійський Ілля                        | США, Канада                                                                                       |
| Азія, Австралія та Океанія                                                              |                      |                                                    |                                                                                                   |
| Австралійська архієпархія Αρχιεπισκοπὴ Αὐστραλίας                                       | Сідней               | архієпископ Австралійський Макарій                 | Австралія                                                                                         |
| Гонконзька митрополія Μητρόπολις Χὸνγκ Κόνγκ                                            | Сянган               | митрополит Гонконзький Нектарій                    | Китай ( Гонконг, Тайвань), Філіппіни                                                              |
| Корейська митрополія (Корейська православна церква) Μητρόπολις Κορέας                   | Сеул                 | митрополит Корейський Амвросій                     | Південна Корея, Японія                                                                            |
| Новозеландська митрополія Μητρόπολις Νέας Ζηλανδίας                                     | Веллінгтон           | митрополит Новозеландський Мирон                   | Нова Зеландія, Фіджі                                                                              |
| Сінгапурська митрополія Μητρόπολις Σιγκαπούρης                                          | Сінгапур             | митрополит Сінгапурський Константин                | Сінгапур, Індонезія, Малайзія, Індія, Пакистан                                                    |

### Інші
- Гора Атос